# P-benzochinone reduttasi (NADPH)
La p-benzochinone reduttasi (NADPH) è un enzima appartenente alla classe delle ossidoreduttasi, che catalizza la seguente reazione:
NADPH + H+ + p-benzochinone ⇄ NADP+ + idrochinone
L'enzima è coinvolto nel pathway della degradazione del 4-nitrofenolo nei batteri.